# Molnár Lombár László
Molnár Lombár László (Jászberény, 1925. – 2020. március 6.) magyar feltaláló, villamosmérnök, a relék atyja.

## Élete
1925-ben született Jászberényben. 1950-ben tette le az érettségi vizsgát.
Diplomáját 1954-ben kapta meg a Budapesti Műszaki Egyetemen. Először Pesten maradt és a Ganz Villamossági Művekben helyezkedett el, később átment a Búvárszivattyú Gyárba, amely akkor fejlődő cég volt, ahol a motorok tervezését bízták rá. Már fiatal korábban is a kutatás a szép, új és izgalmas feladatok vonzották.
László Károly a Fémnyomó és Lemezárugyár főmérnöke 1959 elején hívta Jászberénybe dolgozni.
A bizalmat alaposan meghálálta, hiszen már 1959-ben megalkotta az első hűtőszekrény motorokhoz használt relét .
A 70-es években az általa tervezett relék gyártása Ikladra a Műszergyárba kerültek. Időközben a veszprémi Bakony Művekben is elkezdődött a relék gyártása, az újfajta motorvédő kapcsolók.
Szabadalmai alapján a Texas Instruments olaszországi leányvállalata is készítettek bérmunkában a hűtőszekrényekhez való reléket.
Dr. Molnár Lombár László jelenleg 23 szabadalmat jegyez.
Vezetésével az évtizedek alatt a jászberényi gyárban egy komoly villamos műszer és készülék Fejlesztés alakult ki, majd végül egy Kutató Intézet megalakulása jelentette a csúcsot a fejlődésben.
1989-ben, 64 évesen ment nyugdíjba a Hűtőgépgyárból.

## Legfontosabb szabadalmainak témái
- A motorkompresszor túláram-védelmének a megoldása (IR lengő hornyos relék)
- Motorindító védőrelék továbbfejlesztése (MIVÁ típusok)
- Forgó-hornyos relék (MIHÁ típusok)
- Új megoldások PTC ellenállások alkalmazása
- Hőfokszabályozók fejlesztése
- Fűtőpatronok fejlesztése

## Díjai, elismerései
- Munkaérdemrend ezüst fokozata
- Kiváló feltaláló arany koszorús (1970, 1976, 1982)
- Pro Urbe Jászberény érdemérem (2018)